# マルクス・ウァレリウス・マクシムス・メッサッラ
マルクス・ウァレリウス・マクシムス・メッサッラ（ラテン語: Marcus Valerius Maximus Messalla、生没年不詳）は紀元前3世紀中期から後期の共和政ローマの政治家・軍人。紀元前226年に執政官（コンスル）を務めた。

## 出自
パトリキ（貴族）であるウァレリウス氏族の出身。ウァレリウス氏族の伝説的な祖先は、ロムルスとローマを共同統治したティトゥス・タティウスと共にローマに移住したサビニ人とされている。その子孫であるプブリウス・ウァレリウス・プブリコラは共和政ローマの建国者の一人で最初の執政官である。その後ウァレリウス氏族は継続的に執政官を輩出してきた。
メッサッラの父のプラエノーメン（第一名、個人名）はマニウス、祖父はマルクスである。父マニウスは紀元前263年の執政官マニウス・ウァレリウス・マクシムス・メッサッラであり、第一次ポエニ戦争においてメッセネ（現在のメッシーナ）の解放に成功したことを称えて、メッサッラのコグノーメン（第三名）が与えられた。
彼の名前に関してであるが、カピトリヌスのファスティには、父が得たメッサッラのコグノーメンのみが記されている。クロニコン・パスカーレ（en、ビザンチン中期の年代記）とヒダティウス（en）の年代記にはマクシムス・メッサッラと二重コグノーメンで記されている。
息子は紀元前188年の執政官マルクス・ウァレリウス・メッサッラであり、二重コグノーメンではなく「メッサッラ」とのみ名乗っている。

## 経歴
メッサッラの名前が記録に登場するのは、紀元前226年の執政官就任時が最初である。同僚のプレブス（平民）執政官はルキウス・アプスティウス・フッロであった。フッロに関しては名前以外の記録はない。古代の歴史家は、メッサッラとフッロの執政官としての業績に関しては何も書き残していない。
次にメッサッラが記録に登場するのは、第二次ポエニ戦争中の紀元前210年のことである。メッサッラは執政官マルクス・ウァレリウス・ラエウィヌスの下でシキリア属州の艦隊プラエフェクトゥス（司令）を務めた。年末にラエウィヌスがローマに戻ると、メッサッラは50隻から成る艦隊を率いて、アフリカ沿岸の襲撃を行った。ウティカ近くで略奪を行い、大量の戦利品を得て13日後にリリュバイウム（現在のマルサーラ）に戻った。捕虜から得た情報によると、カルタゴは大量の傭兵を雇用してイベリア半島を守備するハスドルバル・バルカに援軍を送り、さらにシキリア攻撃のための大艦隊を準備しているとのことであった。
この情報を得て、ラエウィヌスはシキリア防衛のためにメッサッラを独裁官（ディクタトル）に任命するよう、元老院に求めた。しかし、独裁官はローマで任命すべきと固執し、この要求は拒否された。民会は翌年の選挙実施のためにクィントゥス・フルウィウス・フラックスを独裁官に任命した。ラエウィヌスは民会が開催される前に、秘密裏にローマを離れてシキリアに向かっていた。
メッサッラは紀元前209年にもシキリアに滞在していたことが分かっている。その後紀元前206年にラエウィヌスがメッサッラをローマに呼び戻しているが、そのときまでプラエフェクトゥスであったと思われる。

## 参考資料

### 古代の資料
- カピトリヌスのファスティ
- ティトゥス・リウィウス『ローマ建国史』

### 研究書
- Broughton R."Magistrates of the Roman Republic" - New York, 1951. - Vol. I. - P. 600.
- Münzer F. "Valerius 251" // Paulys Realencyclopädie der classischen Altertumswissenschaft . - 1955. - Bd. VIII A, 1. - Kol. 126.
- Münzer F. "Valerius 252" // Paulys Realencyclopädie der classischen Altertumswissenschaft . - 1955. - Bd. VIII A, 1. - Kol. 126-127.
- Volkmann H. "Valerius" // Paulys Realencyclopädie der classischen Altertumswissenschaft . - 1948. - Bd. VII A, 1. - Kol. 2292-2296.
- Volkmann H. "Valerius 89" // Paulys Realencyclopädie der classischen Altertumswissenschaft . - 1948. - Bd. VII A, 1. - Kol. 2311..